# تشاد جونز
تشاد جونز (بالإنجليزية: Chad Jones)‏ هو لاعب كرة قاعدة أمريكي، ولد في 5 أكتوبر 1988 في نيو أورلينز في الولايات المتحدة.

## وصلات خارجية
- تشاد جونز على موقع دوري كرة القاعدة الرئيسي (الإنجليزية)
- تشاد جونز على موقعبيزبول رفرنس.كوم (الدوري الثانوي) (الإنجليزية)
- تشاد جونز على موقع مشجعي الرسوم البيانية (الإنجليزية)